# خيسوس سيلفستر
خيسوس سيلفستر (بالإسبانية: Jesús Silvestre)‏ مواليد 25 سبتمبر 1987 في ولاية ناياريت، المكسيك، هو ملاكم محترف مكسيكي. حقق بطولة رابطة الملاكمة العالمية.

## إحصائيات
خاض خلال مسيرته 22 نزالا، فاز في 20 ولم يتعادل وخسر في 2. فاز بالضربة القاضية في 16 نزالا.

## روابط خارجية
- خيسوس سيلفستر على موقع بوكس ريك (الإنجليزية) (registration required)